# Torhamn
Torhamn is een plaats in de gemeente Karlskrona in het landschap Blekinge en de provincie Blekinge län in Zweden. De plaats heeft 473 inwoners (2005) en een oppervlakte van 102 hectare.